# Том Џоунс (филм)
Том Џоунс (енгл. Tom Jones) је британски хумористички филм из 1963. године, који представља адаптацију класичног романа Хенрија Филдинга из 1749. Том Џоунс, историја једног находа, са Албертом Финијем у насловној улози. Филм је продуцирао и режирао Тони Ричардсон, а сценарио је адаптирао драматург Џон Озборн. Радња је смештена у Самерсет и Лондон из 18. века и прати младића Тома Џоунса, који постаје један од највећих заводника свог времена.
Филм је био успешан и код критичара и на благајнама. Био је номинован је за десет Оскара, а победу је однео у четири категорије: за најбољи филм, најбољег режисера (Ричардсон), најбољи адаптирани сценарио и најбољу оригиналну музику. Такође је освојио две награде Златни глобус, укључујући ону за најбољи филм − мјузикл или комедија, као и три награде БАФТА, укључујући оне за најбољи филм и најбољи британски филм.
Британски филмски институт га је 1999. године прогласио 51. најбољим британским филмом 20. века.

## Радња
Филм почиње секвенцом немог филма, са међутитловима, током које се властелин Олворти враћа на своје имање након дужег боравка у Лондону и открива бебу у свом кревету. Мислећи да су једна од његових слушкиња, Џени Џоунс, и његов берберин, господин Партриџ, зачели ванбрачну бебу из пожуде, Олворти их протера. Новорођенчету даје име Том Џоунс и одлучује да га одгаја као рођеног сина; Том одраста волећи га као оца.
Том постаје живахан младић чији га добар изглед и љубазно срце чине веома популарним међу девојкама и женама. Он истински воли само нежну Софи Вестерн, ћерку његовог комшије властелина, која му узвраћа љубав. Том је стигматизован као „копиле” и не може да се ожени младом дамом из више класе. Софи, такође, мора да сакрије своја осећања док њена тетка и њен отац, властелин Вестерн, покушавају да је приморају да се уда за неког за кога сматрају да је прикладнији, као на пример Блифила, сина Олвортијеве сестре Бриџет. Иако је племенитог порекла и одговарајуће класе, он је зле нарави с пуно лицемерних „врлина”.
Када Бриџит изненада умре, Блифил пресреће писмо које је његова мајка наменила свом брату; садржај писма се открива тек касније у филму. Након сахране своје мајке, Блифил и његова два тутора, господин Твакам и господин Сквер (који су такође подучавали Тома), удружују снаге да убеде Олвортија да Том није достојан да живи међу њима. Олворти оставља Тому значајно наслеђе у готовини (500 фунти) и са жаљењем га шаље у свет да тражи своју срећу.
У својој одисеји, Том бива онесвешћен док је бранио добро име своје вољене Софи и одузимају му заоставштину. Такође бежи од љубоморног Ирца, господина Фицпатрика, који га погрешно оптужује да је имао аферу са његовом женом, Софином рођаком; упуштајући се у смртоносну борбу мачевима, спасава госпођу Вотерс од официра британске војске, а касније је одводи у кревет. Касније, Том упознаје Партриџа, свог наводног биолошког оца, и ангажује га као слугу.
У међувремену, Софи одлази од куће убрзо након што је Том прогнан, како би побегла од пажње омраженог Блифила. Након што су се за длаку мимоишли у гостионици у Аптону, Том и Софи долазе одвојено у Лондон. Ту Том привлачи пажњу леди Беластон, старије племкиње коју привлачи „згодан младић”. Она је богата, лепа и потпуно аморална. Позива Тома на маскенбал у Воксхол Гарденсу и заводи га. Том добровољно одлази у њен кревет и за своје услуге је великодушно награђен фином одећом.
Леди Беластон покушава да примора Софи да се уда за знатно старијег лорда Феламара, наговарајући га да је силује, како би имала Џоунса за себе. Софи бива спашена када јој упадне отац. У нади да ће прекинути аферу са леди Беластон, Том јој у писму нуди брак, знајући да ће она одбити понуду и њега. Она то и чини, али такође показује писмо Софи, која прекида сваки контакт са Томом.
Том посећује Софину рођаку, госпођу Фицпатрик, да би је замолио да говори у његово име са Софи. Господин Фицпатрик га види како одлази и, под претпоставком да су његове раније сумње о афери између Тома и госпође Фицпатрик биле истините, започиње двобој са њим. Борба мачевима се завршава рањавањем господина Фицпатрика, а присутни људи мисле да га је Том опљачкао. Том завршава у затвору Тајберн, осуђен на вешање због пљачке и убиства.
Партриџ наилази на госпођу Вотерс и препознаје је као бившу Џени Џоунс, Томову наводну мајку. Он јој каже да је човек којег је „упознала” њен наводни син и да чека погубљење. Властелин Олворти је забринут када чује да је Том наизглед био умешан у инцест. Међутим, госпођа Вотерс посећује господина Олвортија и говори му истину: Том није њено дете, већ ванбрачни син његове сестре Бриџит и самим тим Олвортијев нећак. Олворти такође сазнаје за мистериозно писмо које је требало да обелодани ово откриће. Пошто је Блифил сазнао за писмо, сакрио га је и покушао је да уништи свог полубрата. Олворти му због тога одузима наследство.
Олворти такође сазнаје да се господин Фицпатрик опоравио и повукао оптужбу против Тома. Олворти користи ово сазнање да би добио помиловање за Тома, али оно стиже прекасно: Том је одведен на вешала; омча му је око врата. Властелин Вестерн, који је обавештен о Томовом новом статусу као јединог Олвортијевог наследника, пресече канап док Том виси и одводи га код Софи. Том добија дозволу да запроси Софи уз благослов и властелина Вестерна и његовог ујака. Властелин Вестерн предвиђа да ће њихово дете бити рођено „за девет месеци и један дан”.

## Улоге
| Глумац            | Улога                       |
| ----------------- | --------------------------- |
| Алберт Фини       | Том Џоунс                   |
| Сузана Јорк       | Софи Вестерн                |
| Хју Грифит        | властелин Вестерн           |
| Идит Еванс        | госпођица Вестерн           |
| Џоун Гринвуд      | леди Беластон               |
| Дајана Силенто    | Моли Сигрим                 |
| Џорџ Девајн       | властелин Олворти           |
| Дејвид Томлинсон  | лорд Феламар                |
| Розалинд Аткинсон | госпођа Милар               |
| Вилфрид Лосон     | Црни Џорџ                   |
| Розалинд Најт     | госпођа Фицпатрик           |
| Џек Макгоран      | Партриџ                     |
| Фреда Џексон      | госпођа Сигрим              |
| Дејвид Ворнер     | Блифил                      |
| Џојс Редман       | госпођа Вотерс / Џени Џоунс |
| Рејчел Кемпсон    | Бриџит Олворти              |
| Питер Бул         | Твакам                      |
| Анџела Бадели     | госпођа Вилкинс             |
| Џорџ А. Купер     | Фицпатрик                   |
| Џек Стјуарт       | Маклохлан                   |
| Петси Роуландс    | Хонор                       |
| Џон Мофат         | Сквер                       |
| Лин Редгрејв      | Сузан                       |
| Џулијан Главер    | Нортерторн                  |

## Продукција

### Развој
Док је британска продукцијска кућа Bryanston Films оклевала да ли да сними филм у боји, банкротирала је. United Artists се укључио да финансира филм и да га направи у боји.
Продукција се суочила са бројним изазовима, блиским катастрофама и свађама које обично следе када се филмови снимају на локацији по лошем енглеском времену. Филм има необичан комични стил: почетна секвенца има титлове и живахну акцију у стилу немог филма. Касније у филму, ликови понекад разбију четврти зид, често гледајући директно у камеру и обраћајући се публици. У једној сцени лик Тома Џоунса изненада се чини као да примећује камеру и покрива објектив својим шеширом. Још једна необична карактеристика је невидљиви приповедач, коме је глас дао Мајкл Мек Лијамоар. Његови подругљиво-озбиљни коментари између појединих сцена осуђују дела неких ликова, као и слабости људског карактера, и пружају поетски расплет за филм.
Упркос успеху филма, режисер Тони Ричардсон изјавио је да је незадовољан финалним производом. У својој аутобиографији, Ричардсон је написао да је „осећао да је филм некомплетан и погрешан у великом делу свог извођења. Не желим да постигнем такву врсту успеха – сви би то требало да знају – али кад год ми неко шикне о Тому Џоунсу, увек се мало најежим изнутра”.

### Сценарио
Џон Озборн је у адаптацији сценарија према роману Хенрија Филдинга Том Џоунс, историја једног находа (1749), скратио и уклонио значајне епизоде и ликове. Он завршава филм нараторовим цитатом из Хорацијеве Оде Мецени:
„Срећан је човек, и срећан је само,
Онај који данас може назвати својим:
Онај који, сигуран у себи, може рећи,
Сутра учини све најгоре, јер ја сам живео данас.”

### Снимање
Касл стрит у Бриџвотеру, Самерсет, коришћена је као локација у неколико сцена. Директор фотографије Волтер Ласали је изјавио да сматра да се јединица за локацију веома добро слагала у датим околностима и да је искуство било задовољавајуће. Сматрао је да је Ричардсон поприлично изгубио свој пут у постпродукцији, бесконачно поправљајући оно што испрва није ни било покварено.

## Објављивање
Филм је премијерно приказан 29. септембра 1963. на Филмском фестивалу у Венецији. Поново га је издао The Samuel Goldwyn Company 1989. године. За ово издање, Ричардсон је скратио филм за седам минута. Ова верзија је доступна на издању које је објавио Criterion Collection, упарена са оригиналним филмом.

## Пријем

### Зарада
Филм је био финансијски успешан при свом првом издању 1963. године. Заузео је треће место те године на британским благајнама и био је четврти најуспешнији филм у Сједињеним Америчким Државама. Снимљен са буџетом од милион долара, зарадио је преко 17 милиона долара од изнајмљивања биоскопа у Сједињеним Државама и Канади, уз још 4 милиона долара на осталим тржиштима. Фини је добио 10% зараде од филма.

### Критике
У рецензији часописа Time стоји: „Филм је необичан, чудан и диван пример кинематографије. Такође, представља социјалну сатиру написану крвљу и великим секиром. Развратан је као што су Британци били развратни када је нека девојка морала да носи пет подсукњи да би барикадирала своју врлину”.
Рич Голд из часописа Variety написао је: „Иако је Том Џоунс комад из веома другачијег периода, он има исту разбарушеност и бујност која пројектује звезду. Требало би да се весело пробија кроз бројке на благајнама. Има секс, боју, неке врхунске изведбе и много акције. Тони Ричардсон је са жаром режирао сценарио Џона Озборна, мада се повремено враћа на трикове са камером и монтажу који су збуњујући”.
На сајту Rotten Tomatoes, филм има рејтинг одобравања од 80% на основу 41 рецензената, са просечном оценом 7,5/10. Консензус сајта гласи: „Филм је френетична, неуважавајућа адаптација романа, подржана храбром изведбом Алберта Финнија и упечатљивим визуелним ефектима.” На сајту Metacritic има оцену 77 од 100, на основу рецензија 15 критичара, што указује на „генерално повољне критике”.

### Награде
| Награда                                         | Категорија                                                 | Номиновани                                                 | Резултат   |
| ----------------------------------------------- | ---------------------------------------------------------- | ---------------------------------------------------------- | ---------- |
| Оскар                                           | Најбољи филм                                               | Тони Ричардсон                                             | Освојено   |
| Оскар                                           | Најбољи режисер                                            | Тони Ричардсон                                             | Освојено   |
| Оскар                                           | Најбољи глумац                                             | Алберт Фини                                                | Номинација |
| Оскар                                           | Најбољи споредни глумац                                    | Хју Грифит                                                 | Номинација |
| Оскар                                           | Најбоља споредна глумица                                   | Дајана Силенто                                             | Номинација |
| Оскар                                           | Најбоља споредна глумица                                   | Идит Еванс                                                 | Номинација |
| Оскар                                           | Најбоља споредна глумица                                   | Џојс Редман                                                | Номинација |
| Оскар                                           | Најбољи адаптирани сценарио                                | Џон Озборн                                                 | Освојено   |
| Оскар                                           | Најбоља сценографија                                       | Ралф В. Бринтон, Тед Маршал, Џослин Херберт и Џози Макавин | Номинација |
| Оскар                                           | Најбоља оригинална музика                                  | Џон Адисон                                                 | Освојено   |
| Награде филмских монтажера Америке              | Најбоље монтирани дугометражни филм                        | Ентони Гибс                                                | Номинација |
| Награде БАФТА                                   | Најбољи филм                                               | Најбољи филм                                               | Освојено   |
| Награде БАФТА                                   | Најбољи британски филм                                     | Најбољи британски филм                                     | Освојено   |
| Награде БАФТА                                   | Најбољи британски глумац                                   | Алберт Фини                                                | Номинација |
| Награде БАФТА                                   | Најбољи британски глумац                                   | Хју Грифит                                                 | Номинација |
| Награде БАФТА                                   | Најбоља британска глумица                                  | Идит Еванс                                                 | Номинација |
| Награде БАФТА                                   | Најбољи британски сценарио                                 | Џон Озборн                                                 | Освојено   |
| Награде Удружења режисера Америке               | Најбоље режирани играни филм                               | Тони Ричардсон                                             | Освојено   |
| Награде Златни глобус                           | Најбољи филм − мјузикл или комедија                        | Најбољи филм − мјузикл или комедија                        | Освојено   |
| Награде Златни глобус                           | Најбољи страни филм на енглеском језику                    | Најбољи страни филм на енглеском језику                    | Номинација |
| Награде Златни глобус                           | Најбољи глумац у филму – мјузикл или комедија              | Алберт Фини                                                | Номинација |
| Награде Златни глобус                           | Најбољи споредни глумац у филму                            | Хју Грифит                                                 | Номинација |
| Награде Златни глобус                           | Најбоља споредна глумица у филму                           | Џоун Гринвуд                                               | Номинација |
| Награде Златни глобус                           | Најбољи режисер                                            | Тони Ричардсон                                             | Номинација |
| Награде Златни глобус                           | Најбољи новајлија                                          | Алберт Фини                                                | Освојено   |
| Награде Греми                                   | Најбоља оригинална музика из филма или телевизијске серије | Џон Адисон                                                 | Освојено   |
| Награде Ловор                                   | Најбоља комедија                                           | Најбоља комедија                                           | Освојено   |
| Награде Ловор                                   | Најбољи глумац                                             | Алберт Фини                                                | Номинација |
| Награде Ловор                                   | Најбољи споредни глумац                                    | Хју Грифит                                                 | Номинација |
| Награде Ловор                                   | Најбоља споредна глумица                                   | Дајана Силенто                                             | Номинација |
| Награде Националног одбора за рецензију филмова | Најбољи филм                                               | Најбољи филм                                               | Освојено   |
| Награде Националног одбора за рецензију филмова | Топ десет филмова                                          | Топ десет филмова                                          | Освојено   |
| Награде Националног одбора за рецензију филмова | Најбољи режисер                                            | Тони Ричардсон                                             | Освојено   |
| Награда Удружења њујоршких филмских критичара   | Најбољи филм                                               | Најбољи филм                                               | Освојено   |
| Награда Удружења њујоршких филмских критичара   | Најбољи режисер                                            | Тони Ричардсон                                             | Освојено   |
| Награда Удружења њујоршких филмских критичара   | Најбољи глумац                                             | Алберт Фини                                                | Освојено   |
| Филмски фестивал у Венецији                     | Златни лав                                                 | Тони Ричардсон                                             | Номинација |
| Филмски фестивал у Венецији                     | Најбољи глумац                                             | Алберт Фини                                                | Освојено   |
| Награде Удружења сценариста Велике Британије    | Најбољи британски хумористички сценарио                    | Џон Озборн                                                 | Освојено   |

Иља Лоперт је у име продуцената примио Оскара за најбољи филм. Након његове смрти, при расподели његове имовине, Оскар је додељен Алберту Финију.
Том Џоунс је једини филм у историји доделе Оскара код кога су три глумице номиноване за Оскара за најбољу споредну глумицу. Маргарет Радерфорд је победила у овој категорији за своју улогу у филму Веома значајне особе.
Пет глумачких номинација и ниједна победа одговара рекорду који је Градић Пејтон поставио 1957. године. Ово је био последњи филм који је то постигао.